# Libnotes archboldeana
Libnotes archboldeana là một loài ruồi trong họ Limoniidae. Chúng phân bố ở miền Australasia.